# Liaoceratops
Liaoceratops ("Rohatá tvář z Liao-ningu") byl rod bazálního neoceratopsidního marginocefalního dinosaura, žijícího v období spodní křídy (asi před 130 miliony let) na území dnešní Číny (provincie Liao-ning).

## Popis
Jednalo se o malého dvounohého býložravce s relativně velkou hlavou a malým krčním límcem. Tento drobný býložravec byl v podobě dvou téměř kompletních lebek objeven na stejné lokalitě jako troodontid Sinovenator a různí zástupci hmyzu, savců a starobylých kvetoucích rostlin. Později byla objevena i část postkraniální kostry, která upřesnila naše poznatky o tomto vývojově primitivním rohatém dinosaurovi. Je významným článkem v otázce vzniku a vývoje ceratopsianů, jak ukázal i výzkum přeměny jeho dentice. Ten umožnil lépe pochopit vývoj "zubních baterií" u pozdějších ceratopsidů. Liaoceratops dosahoval délky pouze kolem 0,5 metru a hmotnosti asi 2 kg.

## Systematické zařazení
Spolu s rodem Archaeoceratops byl vývojově primitivním rohatým dinosaurem, patřícím nejspíše do čeledi Archaeoceratopsidae.